# Parafia św. Jana Chrzciciela w Wójcinie
Parafia św. Jana Chrzciciela w Wójcinie – parafia rzymskokatolicka w dekanacie strzelińskim archidiecezji gnieźnieńskiej.

## Historia
Pierwsze wzmianki o wsi pochodzą 1065 r. jako własność opactwa benedyktynów w Mogilnie Lokacja wsi i powstanie parafii nastąpiła na przełomie XIII i XIV w. Pierwsza wzmianka o kościele pochodzi z 1438 r. Po pożarze kościoła w 1628 r. został zbudowany nowy, który w 1728 r. chylił się ku upadkowi. W 1734 r. zbudowano kościół drewniany pochodzący z fundacji Jana Rostkowskiego, opata mogileńskiego, odrestaurowany w 1873 r., a następnie rozebrany w 1914 r. Obecny kościół został zbudowany w 1916 r. w stylu neobarokowym, murowany. Cmentarz pochodzi z XIX wieku. W kościele znajdują się organy piszczałkowe P.B. Voelkner – nieistniejącej firmy organmistrzowskiej.

## Dokumenty parafialne
Księgi metrykalne:
- ochrzczonych od 1825 roku
- małżeństw od 1821 roku
- zmarłych od 1850 roku (do roku 1920 niekompletne)

## Terytorium parafii
Miejscowości należące do parafii: Gaj, Kożuszkowo, Nowa Wieś, Pomiany, Wójcin, Wysoki Most – leśniczówka.